# مسجد جاركنت

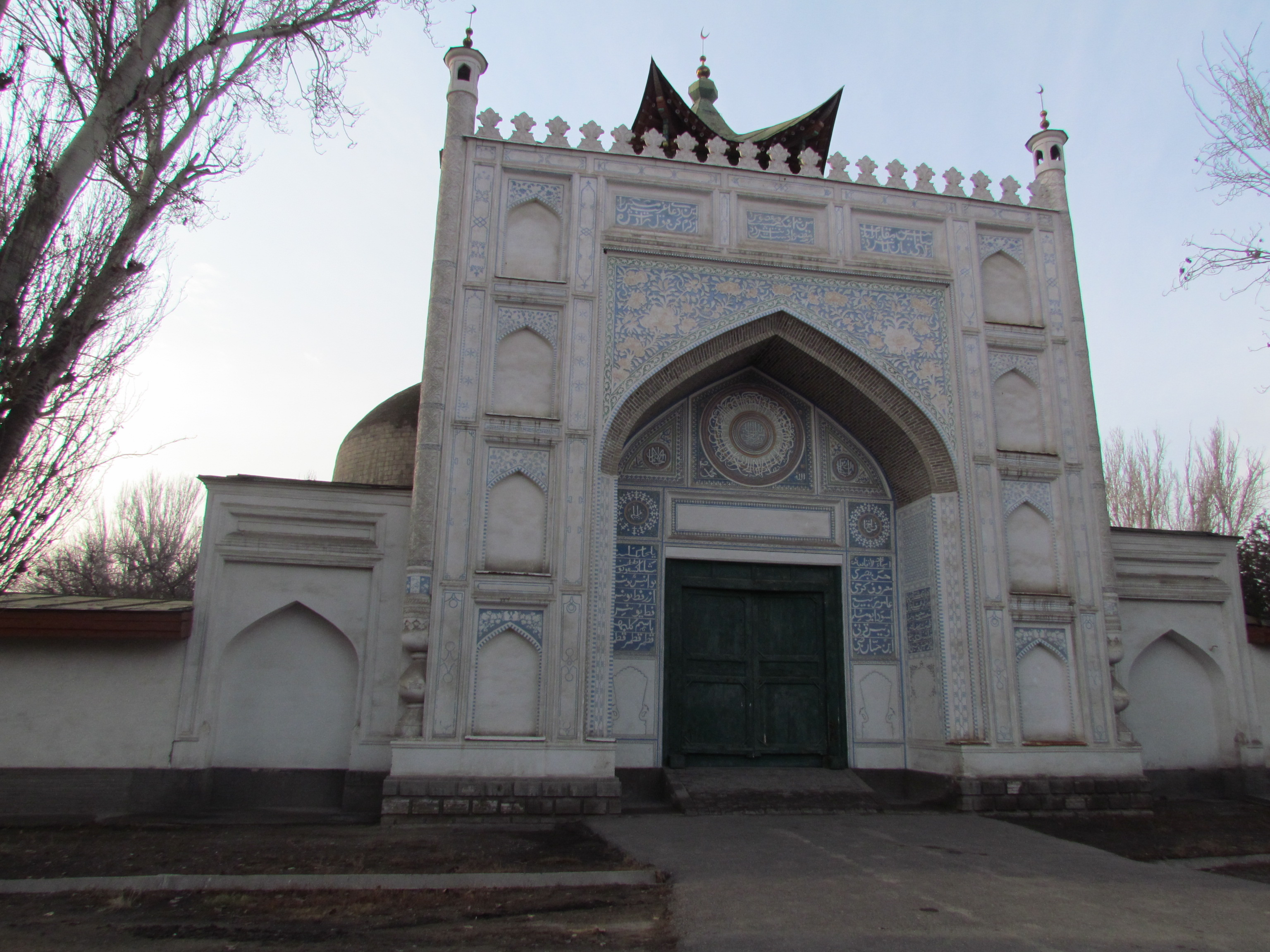

مسجد جاركنت Jarkent Mosque (بالكازاخية: Jarkent meşıtı) هو المسجد المركزي في جاركنت ، كازاخستان . تم بناءه عام 1895 وفق تصميم المهندس المعماري الصيني هون بيكيه باستخدام الأموال التي جمعها المهاجرين. يقع المسجد تحت حماية الدولة منذ عام 1982 باعتباره معلم معماري وتاريخي ذو أهمية جمهورية.

## تاريخه
في عام 1887، اقترح التاجر فالي أخون يولداشيف بناء مسجد جديد في جاركنت، حيث نظم جمع التبرعات وقاد المهندس هون بايك فريق العمل بمشاركة معلمين أويغوريين. بُني المسجد ومدخله الرئيسي بين 1892 و1895، وأُضيف مسجد صغير ومدرسة وسور بين 1903 و1905. تسبب زلزال عام 1910 بأضرار جسيمة، وفي الحكم السوفييتي استُخدم المسجد لأغراض متعددة. أُعيد ترميمه بين 1975 و1978 ليصبح متحفًا معماريًا وفنيًا. خضع السقف والبوابة لإعادة بناء بين 2001 و2004.

## العمارة
تم بناء المسجد بطراز العمارة الإسلامية الصينية، بمساحة إجمالية تبلغ 28×54 مترًا، وارتفاع يبلغ 19 مترًا للمسجد والمئذنة. يتألف المسجد من طابقين مع سقف مرتفع ذو نهايات منحنية مستوحاة من التقاليد الصينية. يحتوي المبنى على 122 عمودًا خشبيًا مصنوعًا من خشب التنوب تيان شان دون استخدام المسامير، محاطًا بسور حجري بارتفاع 2.3 متر. يزين المسجد نقوش خشبية وزخارف نباتية وكتابات عربية بالإضافة إلى صور حيوانات وطيور. تبرز أعمدة أسطوانية بدون تيجان مع إفريز كبير في التصميم، ويحتوي المجمع على مدرسة وصحن صغير.[بحاجة لمصدر]